# 華嚴瀑布
華嚴瀑布（日语：華厳滝）是位於日本栃木縣日光國立公園內的一條瀑布，出自中禪寺湖，其下接駁至鬼怒川的其中一條支流大谷川。華嚴瀑布形成的原因是中禪寺湖水壓很大，造成湖底漏水，水便流下山谷而形成瀑布。
華嚴瀑布有「日本三大瀑布」之稱。1931年被定為日本國家名勝，2007年入圍日本地質百選。

## 交通
搭乘栃木縣日光市的東武鐵道日光線到東武日光站轉乘東武巴士日光（東武バス日光）公司的大巴在中禪寺温泉站下車，步行五分鐘。

## 自殺勝地
在1903年（明治36年）5月22日，在東京就讀第一高等學校的高中生藤村操在瀑布旁邊的樹上留下「巌頭之感」（巌頭之感）後自殺。
由於厭世的菁英學生自殺，帶給當時以「出人頭地」為美德的當時社會極大的影響。之後陸續出現許多追隨他自殺的人。即使在警察的嚴格監視下，依然有為數不少的人自殺。在藤村操死後的四年內，在華嚴瀑布企圖自殺的人高達185位（包括既遂的有40位），日本著名的出版商岩波書店創辦人岩波茂雄在就讀一高時也曾受到其學弟藤村操的影響，於同年萌生了了却此生的念頭，幸好被同窗阻攔。華嚴瀑布現在之所以成為自殺的有名地點，是由於藤村操的緣故。
藤村留下遺言的水楢樹之後遭警方砍伐。不過有保留當時的照片、現在在華嚴的瀑布被當作華嚴瀑布的土產販賣。

## 照片一覽

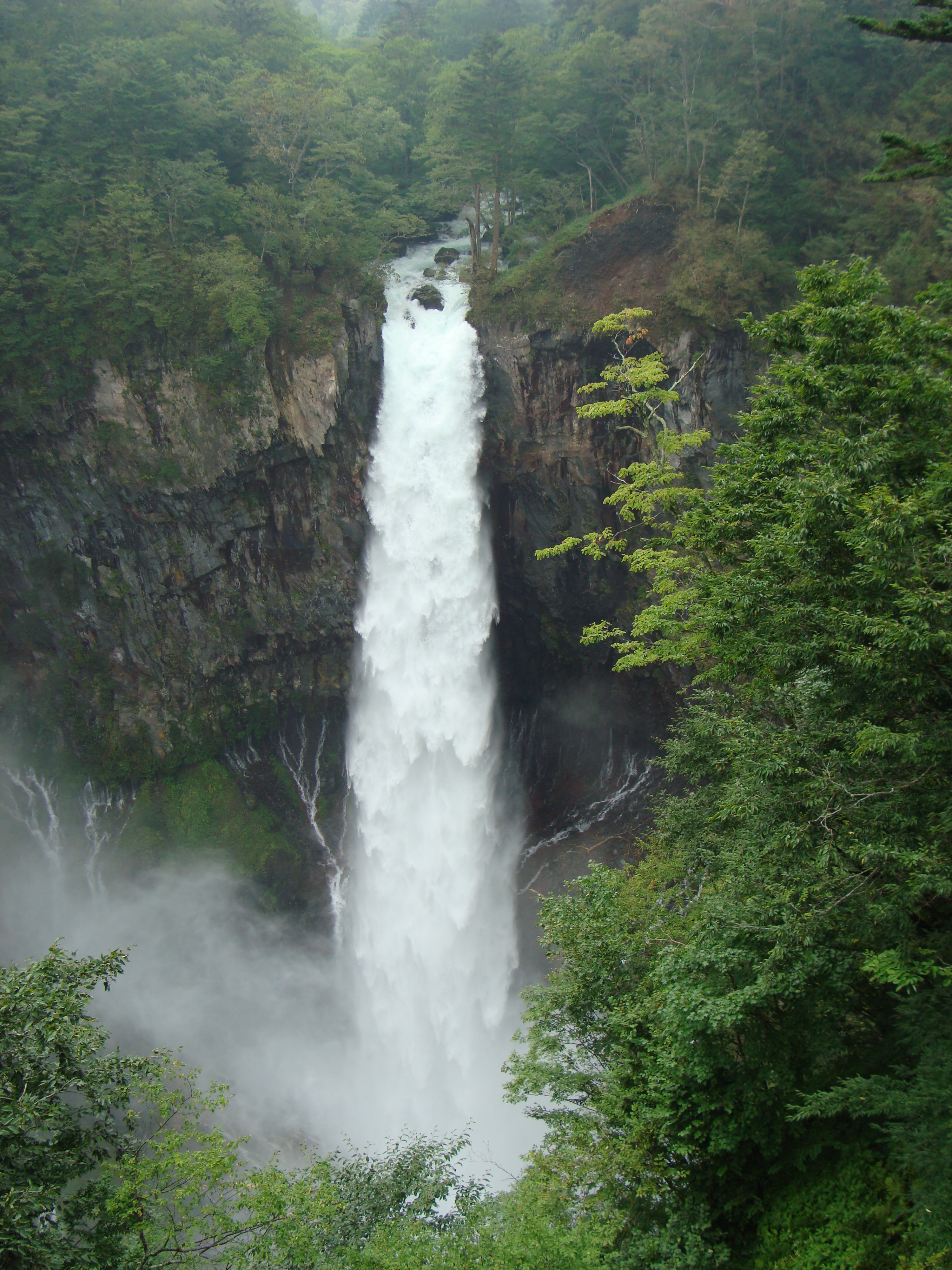
雨季水量大增 (2007年9月)
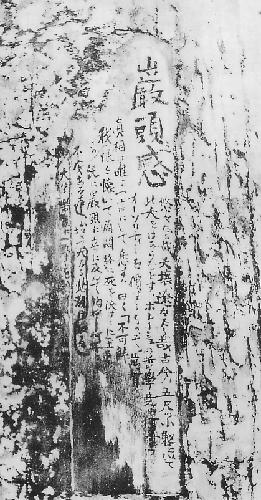
水楢樹上的巌頭之感

## 外部連結
- Nikko Falls （页面存档备份，存于）